# والپول، نورفک
والپول (به انگلیسی: Walpole) یک روستا و محله مدنی در بریتانیا است که در King's Lynn and West Norfolk واقع شده‌است. والپول ۱۹٫۲۷ کیلومتر مربع مساحت و ۱٬۸۰۴ نفر جمعیت دارد.